# Ludwig Schongauer
Ludwig Schongauer (* vóór 1450, waarschijnlijk in Colmar; † 1494 in Colmar) was een Duitse kunstschilder en graveur van de laatgotische periode.

## Levensloop
Er is weinig bekend over zijn leven. Zijn vader Caspard was een goudsmid uit Augsburg die zich in 1440 in Colmar vestigde, toen onderdeel van het Heilige Roomse Rijk. Zijn oudere broer is de beroemde schilder en graficus Martin Schongauer. Ludwig ontving waarschijnlijk zijn opleiding in Colmar, mogelijk bij de schilder Gaspard Isenmann. Na zijn opleiding ging hij op reis, de Wanderjahre. In 1479 verkreeg hij het burgerschap van Ulm, waaruit blijkt dat opdrachtgevers zijn werk waardeerden en hem in de stad wilden houden. In 1486 kocht hij het burgerschap van Augsburg en leidde daar een werkplaats. Na de dood van zijn broer Martin in 1491 nam hij zijn werkplaats over, verwierf het burgerschap van Colmar in 1493, maar stierf aldaar in 1494.

## Werken
Vier gravures zijn voorzien van een monogram, een kopie van die van zijn bekendere broer Martin, waardoor toeschrijving mogelijk werd. Alle andere werken zijn aan hem toegeschreven door middel van stijlvergelijking.

### Paneelschildering
In totaal vier panelen van een Mariaaltaar, rond 1475, Ulm Museum:
- De Ontmoeting bij de Gouden Poort, rond 1475
- De geboorte van Maria, rond 1475

Vijf panelen van een Mariaaltaar, rond 1480:
- Visitatie
- Aanbidding (Karlsruhe, bruikleen van Darmstadt),
- Besnijdenis (Colmar),
- Aankondiging (privé-collectie),
- Geboorte (Philadelphia Museum of Art)

Vleugel van een Passie-altaar uit Salem, vóór 1490:
- Christus voor Pilatus
- Wederopstanding (New York, vanuit de Linsky-collectie gedoneerd aan het Metropolitan Museum of Art)
- Kruisdraging
- Geseling (privé-collectie).

### Afbeeldingen
- Kruisafneming, kopergravure, (Wenen, Albertina), tussen 1491 en 1494
- Voorbereiding op de kruisiging, pen, Bazel, Kupferstichkabinett (SpätMA. p. 245)

Als de toeschrijvingen correct zijn, moet een belangrijke rol worden toegeschreven aan Ludwig Schongauer in de ontwikkeling van de laat-middeleeuwse kunst: hij bracht de motieven van de kunstkringen van de Oberrhein (het gebied tussen Bazel en Bingen am Rhein, niet te verwarren met Boven-Rijn) over naar Ulm en vervolgens naar Augsburg, waaronder:
- de verlevendiging van de afgebeelde scènes door middel van gebaren en emotionele expressie,
- het realistisch weergeven van de omgeving, zoals landschappen of woonomgevingen.

Deze werden waarschijnlijk met graagte ontvangen en opgenomen in Ulm en Augsburg.

## Weblinks
- Vleugel van een altaarstuk: De arrestatie van Christus
- Christus voor Pilatus; De opstanding